# Rhythm of Love Tour
Il Rhythm of Love Tour è stato il terzo tour di concerti della cantante australiana Kylie Minogue, intrapreso nel 1991.
Il concerto è stato di supporto all'album in studio dell'artista Rhythm of Love. Le tappe del tour hanno toccato Australia e Asia orientale.
Coca-Cola è stata sponsor del tour.

## Scaletta
1. Step Back in Time
2. Wouldn't Change a Thing
3. Got to Be Certain
4. Always Find The Time
5. Enjoy Yourself
6. Tears on My Pillow
7. Secrets
8. Help!
9. I Should Be So Lucky
10. What Do I Have to Do
11. Je Ne Sais Pas Pourquoi
12. One Boy Girl
13. Love Train
14. Rhythm of Love
15. Shocked

Encore
1. Hand on Your Heart
2. Count the Days
3. The Loco-Motion
4. Better the Devil You Know

## Date del tour
| Data             | Città        | Paese      | Sede                          |
| ---------------- | ------------ | ---------- | ----------------------------- |
| Australia        |              |            |                               |
| 10 febbraio 1991 | Canberra     | Australia  | National Indoor Sports Centre |
| 13 febbraio 1991 | Perth        | Australia  | Perth Entertainment Centre    |
| 15 febbraio 1991 | Adelaide     | Australia  | Memorial Drive Park           |
| 16 febbraio 1991 | Melbourne    | Australia  | National Tennis Centre        |
| 18 febbraio 1991 | Melbourne    | Australia  | National Tennis Centre        |
| 19 febbraio 1991 | Melbourne    | Australia  | National Tennis Centre        |
| 20 febbraio 1991 | Melbourne    | Australia  | National Tennis Centre        |
| 22 febbraio 1991 | Brisbane     | Australia  | Brisbane Entertainment Centre |
| 23 febbraio 1991 | Sydney       | Australia  | Sydney Entertainment Centre   |
| 24 febbraio 1991 | Sydney       | Australia  | Sydney Entertainment Centre   |
| 26 febbraio 1991 | Sydney       | Australia  | Sydney Entertainment Centre   |
| 27 febbraio 1991 | Sydney       | Australia  | Sydney Entertainment Centre   |
| Asia             |              |            |                               |
| 1 marzo 1991     | Singapore    | Singapore  | Harbour Pavilion              |
| 2 marzo 1991     | Bangkok      | Thailandia | Thailand Cultural Centre      |
| 3 marzo 1991     | Kuala Lumpur | Malaysia   | Stadium Negara                |
| 4 marzo 1991     | Tokyo        | Giappone   | Tokyo Bay NK Hall             |
| 6 marzo 1991     | Osaka        | Giappone   | Osaka-jō Hall                 |
| 8 marzo 1991     | Nagoya       | Giappone   | Nagoya Rainbow Hall           |
| 10 marzo 1991    | Fukuoka      | Giappone   | Fukuoka Convention Center     |